# Casa Vidal (la Vall de Boí)
La Casa Vidal és una casa d'Erill la Vall al municipi de la Vall de Boí (Alta Ribagorça) inclosa a l'Inventari del Patrimoni Arquitectònic de Catalunya.

## Descripció
Es tracta d'una casa de pagès de muntanya, constituïda per un habitatge, l'edifici paller amb corts, el cobert i l'era.
L'habitatge és un edifici de planta rectangular, amb baixos, dos pisos i golfes sota una coberta a quatre vessants. Té un cos de galeria, molt transformat, adossat a la façana principal, la qual, al seu torn, també ha estat molt modificada amb la formació de nous balcons i a la que hi ha una capelleta, datada el 1698, dedicada a Sant Cristòfol.
La resta d'elements auxiliars estan adossats a la casa i tancant l'era, encara pavimentada amb pedres. Les façanes són de maçoneria, que en el cas de l'habitatge estan estucades.
Les cobertes són de lloses de pissarra. [Veure fitxa núm. 4]

## Història
La fornícula de Sant Cristòfol, datada el 1.698, fa pensar en una construcció anterior i les fotografies de 1.922 i dels anys 50, mostren algunes de les transformacions de l'edifici.